# 대한민국 민사소송법 제248조
대한민국 민사소송법 제248조는소제기의 방식에 대한 민사소송법조문이다. 

## 조문
제248조(소제기의 방식) 소는 법원에 소장을 제출함으로써 제기한다.